# Reino de Dalmacia
El Reino de Dalmacia (en croata: Kraljevina Dalmacija; en alemán: Königreich Dalmatien; en italiano: Regno di Dalmazia) fue una división administrativa (reino) del Imperio austríaco y luego del Imperio austrohúngaro, creado en 1815 por el Congreso de Viena y disuelto en 1918 con la creación del Estado de los Eslovenos, Croatas y Serbios. Su capital fue Zadar.

## Historia
El Reino de Dalmacia se formó a partir de los territorios que la monarquía Habsburgo había conquistado del Primer Imperio francés en 1815 con la realización del Congreso de Viena: y que los franceses habían creado y anexado al Reino de Italia, las Provincias Ilirias, las cuales se conformaban con la Dalmacia histórica, incluyendo a los dominios de la disuelta República de Venecia (abolida en 1797), la República de Poljica (abolida definitivamente en junio de 1807) y la República de Ragusa (abolida en 1808). Se mantuvo como una división administrativa con su capital en Zadar/Zara, desde 1868 hasta 1918, El reino de la Dalmacia tuvo su propio Sabor o Dieta (Parlamento del Reino de la Dalmacia), con diferenciación total del Sabor Croata, con representación de todas las comunas de la misma. Con la caída del Imperio Austro-Húngaro en octubre de 1918, después de la Gran Guerra, se convirtió en parte del Estado de los Eslovenos, Croatas y Serbios (más tarde, Reino de Yugoslavia). excluyendo a Zadar/Zara y Lastovo) que pasó a soberanía y parte de Italia, conformado la provincia de Zara.

## Religión
Tenía una arquidiócesis católica en la ciudad de Zadar, que era la diócesis principal, y obispados en Kotor/Cattaro, Hvar/Lesina, Dubrovnik/Ragusa, Šibenik/Sebenico y Split/Spalato. También hubo una diócesis ortodoxa con sede en Zadar, que agrupaba principalmente a la comunidad serbia. 
Durante los primeros años del siglo X, se usó el alfabeto glagolítico en la liturgia eslava, un antiguo privilegio de la Iglesia católica en Dalmacia y Croacia, y con ello se derivaron una serie de problemas, ya que se consideraba imposible que el glagolítico podría suplantar a la liturgia latina, sobre todo en las islas del norte y en las zonas rurales donde había una presencia de mayoría eslava. En 1904 la Santa Sede prohibió el uso del alfabeto glagolítico durante las celebraciones de San Cirilo y San Metodio, para obtener la unidad local de la Iglesia católica. Pocos años antes, el arzobispo de eslavo de Zadar, al discutir la cuestión del uso del glagolítico, denunció a los que trajeron la recuperación de ese idioma en la liturgia, como una innovación, con el apoyo de los partidos en favor de Paneslavismo, para acercarla a la causa de la Revolución y para que el clero católico se desprendiera de la autoridad del Papa en Roma con la revolución de los Balcanes.

## Gobernadores
- Franjo Tomašić (1813-1831)
- Wenzeslau Lilienberg Water (1831-1841)
- Ivan August Turszky (1841-1847)
- Matija Rukavina (1847)
- Josip Jelačić (1848-1859)
- Lazar Mamula (1859-1865)
- Franjo Filipović (1865-1868)
- Ivan Wagner (1868-1869)
- Gottfried Auersperg (1869)
- Julius Fluk von Leidenkron (1869-1870)
- Gavrilo Rodić (1870-1881)
- Stjepan Jovanović (1882-1885)
- Ludovik Comaro (1885-1886)
- Dragutin Blažeković (1886-1890)
- Emil David (1890-1902)
- Erasmus Handel (1902-1905)
- Nikola Nardelli (1905-1911)
- Mario Attems (1911-1918)